# Dodecaceria diceria
Dodecaceria diceria är en ringmaskart som beskrevs av Hartman 1951. Dodecaceria diceria ingår i släktet Dodecaceria och familjen Cirratulidae. Arten har ej påträffats i Sverige. Inga underarter finns listade i Catalogue of Life.